# Медаль почёта IEEE
Медаль почёта IEEE (англ. IEEE Medal of Honor) — награда, которая вручается Институтом инженеров электротехники и электроники (IEEE) за выдающийся вклад в электронику и электротехнику; высшая награда IEEE. Медаль вручается ежегодно с 1919 года и только одному человеку. Награда учреждена в 1917 году, и изначально называлась Золотой медалью Почёта Института радиоинженеров (англ. IRE Medal of Honor). Получила своё современное название в 1963 году, когда Институт радиоинженеров совершил слияние с Американским институтом электротехников.

## Описание медали
Дизайн Медали почёта Институт радиоинженеров поручил разработать известному в то время скульптору Эдварду Сенфорду (Edward Field Sanford). На аверсе скульптор изобразил аллегорические фигуры, изображающие взаимосвязанные силы электричества и магнетизма, а снизу и сверху расположил надпись «Институт радиоинженеров». На обратной стороне в лавровом венке помещена надпись: «За достижения в области радиосвязи» («In Recognition of Distinguished Service In Radio Communication») с указанием имени награждённого и даты вручения награды.
Награждённому вручается золотая медаль, бронзовая копия, сертификат и денежная премия. Если номинант не является членом IEEE и в течение года не станет им, то совет директоров института будет рекомендовать его вступление в общество.

## История
К 1917 году не существовало награды за достижения в области радиосвязи. Поэтому Общество радиоинженеров (IRE), насчитывающее в то время более 1 000 человек, 15 февраля 1917 года учредило новую ежегодную награду для тех, кто достигнет значительных результатов в радиотелеграфии и радиотелефонии в течение двух последних лет, которые должны быть опубликованы в научных или технических журналах, имеющих хорошую репутацию. О награде было объявлено в мае 1917 года.
Два года спустя правила изменились. Было принято решение вручать награду независимо от того, когда были получены выдающиеся результаты.
Из-за вступления США в Первую мировую войну Институт радиоинженеров отложил процедуру первого награждения, хотя претендент был уже выбран. Институт объявил, что Медаль почёта будет вручена капитану Эдвину Армстронгу за результаты своей работы в области приемной радиоаппаратуры. Награждение состоялось в апреле 1919 года, когда Армстронг уже стал майором.
В 1920 году для награждения третьей медалью почёта Институт радиоинженеров выбрал Гульельмо Маркони, который был известен своими основополагающими результатами в области радиотелеграфии. Награждение состоялось 29 июня 1922 года в присутствии более 1 000 ученых и инженеров, работающих в области радиосвязи. Во время своей приветственной речи Маркони продемонстрировал эксперименты, связанные с направленной передачей радиосигналов. Он также рассказал о ранней истории радиосвязи, которую он впоследствии опубликует. После вручения ему награды Маркони поблагодарил членов Института радиоинженеров за «всеобщую поддержку и настоящую помощь, которая ему помогла в начале его карьеры, когда он в ней так нуждался»
В 1921 году Медалью почёта был награждён Реджинальд Фессенден за выдающуюся работу, проведённую им в области радиосвязи. Его награждение сопровождалось скандалом. У Фессендена был очень сложный характер. Поэтому узнав, что Маркони вручили медаль из более чистого золота, чем его, Фесседен вернул награду Институту радиоинженеров и потребовал, чтобы его имя удалили из списка награждённых. Гринлиф Пиккард, близкий друг Фесседена, исследовал медали и определил, что они были изготовлены одинаково. Только после этого Фесседен согласился принять свою награду обратно.
В 1934 году возник новый скандал, связанный с Медалью почёта. С 1924 года Эдвин Армстронг судился c Ли де Форестом, отстаивая свой приоритет в изобретении схемы с положительной обратной связью. Первое решение было вынесено Верховным судом США в 1928 году, согласно которому приоритет был у Ли де Фореста. В 1934 году Верховный суд США впервые в своей истории повторно рассмотрел дело о приоритете на изобретение. Суд, рассмотрев множество различных лабораторных журналов, принял окончательное решение, согласно которому приоритет оставался у Ли де Фореста, так как он начал свою работу над цепями обратной связи в августе 1912 года, раньше, чем Армстронг. Суд также решил, что Ли де Форест имеет приоритет также перед Ленгмюром Ирвингом из компании General Electric (США) и Александром Мейснером из Германии. Несмотря на то, что Ли де Форест достиг существенных результатов в изобретении телефонных цепей, которые могут быть использованы для усиления радиосигналов, Армстронг изобрёл свою цепь специально для применения в области радиосвязи. Тем не менее судебный процесс Армстронг проиграл. Поэтому 28 мая 1934 года Армстронг пришёл на 9-е ежегодное собрание членов Института радиоинженеров, в котором принимало участие около 1 000 человек, на котором собирался вернуть Медаль почёта обратно. Как только Армстронг начал выступать с речью, Сирил Янский, президент Института радиоинженеров, обратился к нему с заявлением. В нём он сообщил, что члены совета директоров Института радиоинженеров единодушно решили, что учитывая значительные достижения Армстронга и его репутацию в институте, Медаль почёта должна остаться у инженера с сохранением того описания его заслуг в почётном списке награждённых. После этих слов участники собрания начали аплодировать стоя.
В 1951 году Медаль почёта была вручена Владимиру Козьмичу Зворыкину за его достижения в развитии телевидения. Приняв награду, он заявил, что Медаль почёта для него больше, чем признание его заслуг, она является высокой оценкой тех результатов, которые были получены в области телевидения и другими инженерами. В своей речи он также описал будущее, в котором технологии радиосвязи и телевидения будут применяться в медицине для диагностики и лечения.

## Награждённые
Медаль Почёта вручается ежегодно с 1919 года (кроме 1925, 1947 и 1965 годов).

### 1917 — Эдвин Армстронг

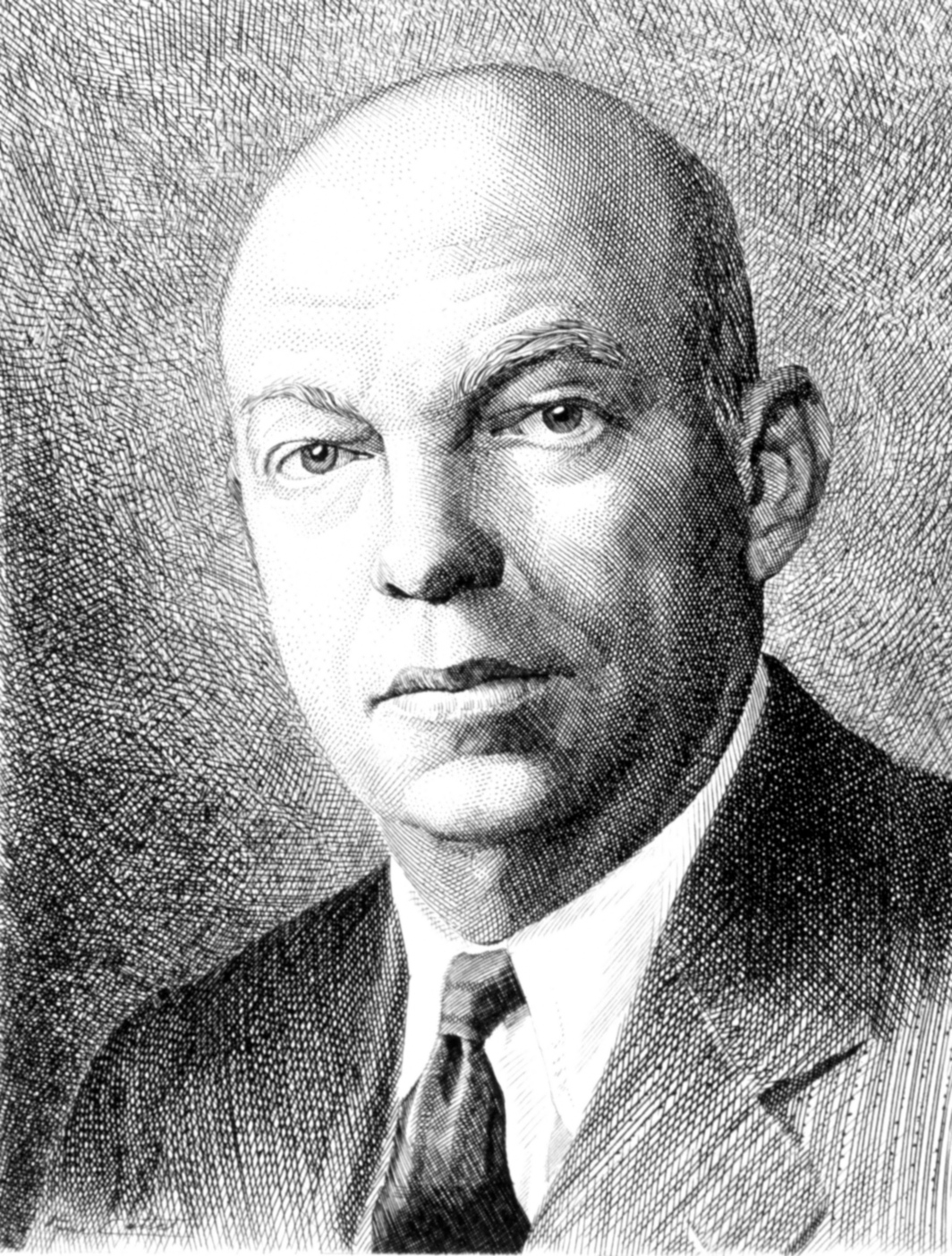
Эдвин Армстронг

Эдвин Армстронг был номинирован в 1917 году, но из-за участия США в Первой мировой войне был награждён медалью Почёта в 1919 году.

### 1919 — Эрнст Фредерик Уернер Александерсон
Эрнст Фредерик Уернер Александерсон (англ. Ernst Frederick Werner Alexanderson; 25 января 1878, Уппсала — 14 мая 1975, Скенектади) — изобретатель генератора переменного тока частотой до 100 кГц мощностью 1-1,5 кВт. 24 декабря 1906 года с помощью такого генератора Реджинальд Фессенден смог впервые в мире передать радиопрограмму. За годы работы в США (до 1948 года) Александерсон запатентовал 300 изобретений. В 1924 году он впервые в мире смог передать факсимильное сообщение через Атлантику. Во время Второй мировой войны для наводки пушек использовался разработанный Александерсоном электромеханический усилитель.
В 1919 году Институт радиоинженеров наградил Эрнеста Александерсона Медалью почёта Института радиоинженеров (ныне IEEE).

### 1920 — Гульельмо Маркони

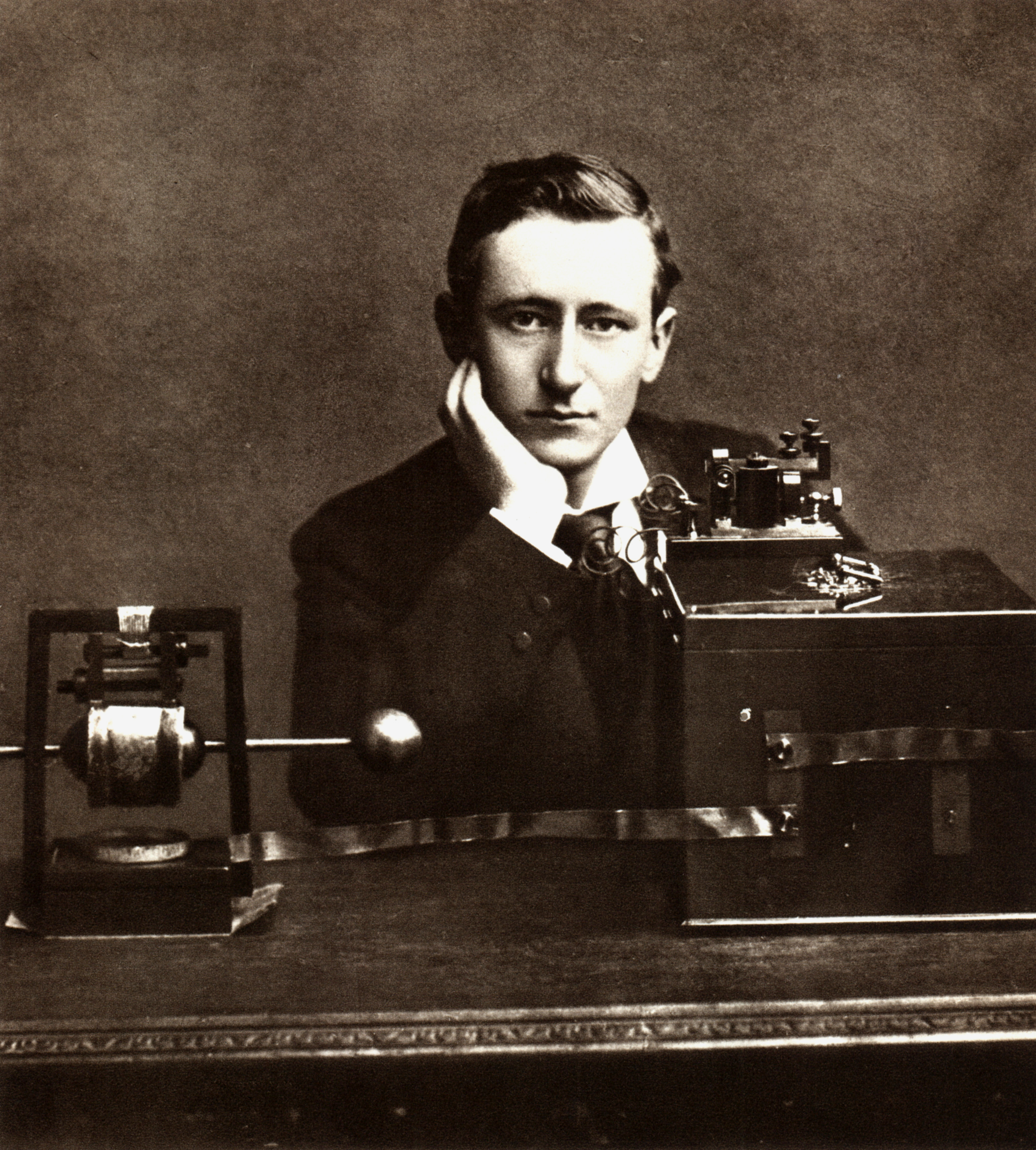
Гульельмо Маркони

В 1920 году Медаль почёта Института радиоинженеров (ныне IEEE) была присуждена Гульельмо Маркони.

### 1926 — Гринлиф Уиттер Пиккард
В 1906 году Гринлиф Уиттер Пиккард получил патент на изобретение кристаллического детектора.
В октябре 1925 года была опубликована статья Пиккарда, в которой сообщалось о создании сети из коммерческих и экспериментальных радиостанций, с помощью которой 24 января 1925 года были проведены исследования влияния солнечного затмения на характеристики приёма радиосигналов в частотном диапазоне 57 кГц-4 МГц в точках с разными географическими координатами.
В июле 1931 года Гринлиф Пиккард опубликовал статью, в которой привёл результаты исследования метеоритного дождя на распространение радиоволн.
В 1913 году Гринлиф Пиккард стал вторым президентом Института радиоинженеров (IRE).
В 1926 году «за вклад в развитие области кристаллических детекторов, рамочных антенн, исследования распространения радиоволн и влияния на них атмосферных помех» Гринлиф Пиккард был награждён Медалью почёта IRE (ныне IEEE), а в 1941 году — Медалью Армстронга.

### Список награждённых
| Год  | Лауреат                   | Обоснование награды |
| ---- | ------------------------- | --- |
| 1917 | Эдвин Армстронг           | «В знак признания его работ и публикаций, посвященных действию осциллирующего и неосциллирующего звука.»Оригинальный текст (англ.)«In recognition of his work and publications dealing with the action of the oscillating and non-oscillating audio.» |
| 1919 | Эрнст Александерсон       | «В знак признания его новаторских достижений в области дальней радиосвязи, включая разработку радиочастотного генератора, носящего его имя, магнитного усилителя, позволяющего эффективно модулировать выходной сигнал такого генератора, и каскадного радиочастотного усилителя на вакуумных трубках, дающего исключительное полное усиление».Оригинальный текст (англ.)«In recognition of his pioneer accomplishments in the field of long distance radio communication, including his development of the radio frequency alternator which bears his name, a magnetic amplifier permitting effective modulation of the output of such an alternator, and a cascade radio frequency vacuum tube amplifier yielding exceptional total amplification.» |
| 1920 | Гульельмо Маркони         | «В знак признания его новаторских работ в области радиотелеграфии».Оригинальный текст (англ.)«In recognition of his pioneer work in radio telegraphy.» |
| 1921 | Реджинальд Фессенден      | — |
| 1922 | Ли де Форест              | За его большой вклад в искусство и науку коммуникации, в частности, за изобретение такого выдающегося устройства как трехэлектродной вакуумной лампы, а также за его работу в области радиотелефонной передачи и приема.Оригинальный текст (англ.)«For his major contributions to the communications arts and sciences, as particularly exemplified by his invention of that outstandingly significant device: the three electrode vacuum tube, and his work in the fields of radio telephonic transmission and reception.» |
| 1923 | Джон Стоун Стоун          | За ценный новаторский вклад в искусство радио. Оригинальный текст (англ.)«For his valuable pioneer contributions to the radio art.» |
| 1924 | Михаил Пупин              | В знак признания его фундаментального вклада в области электрической настройки и выпрямления переменного тока, используемого в связи. Оригинальный текст (англ.)«In recognition of his fundamental contributions in the field of electrical tuning and the rectification of alternating currents used for signaling purposes.» |
| 1926 | Пиккард, Гринлиф Уиттер   | За его вклад в развитие области кристаллических детекторов, рамочных антенн, исследования распространения радиоволн и влияния на них атмосферных помех Оригинальный текст (англ.)«For his contributions as to crystal detectors, coil antennas, wave propagation and atmospheric disturbances.» |
| 1927 | Остин, Луис               | За новаторскую работу по количественному измерению и изучению корреляции факторов, влияющих на передачу радиоволн.Оригинальный текст (англ.)«For his pioneer work in the quantitative measurement and correlation of factors involved in radio wave transmission.» |
| 1928 | Джонатан Зеннек           | За вклад в оригинальные исследования в области эффективности радиосхем, а также за пионерский научный и образовательный вклад в литературу о искусстве радио. Оригинальный текст (англ.)«For his contribution to original researches in radio circuit performance and to the scientific and educational contributions to the literature of the pioneer radio art.» |
| 1929 | Джордж Пирс               | За значительный вклад в теорию и работу кристаллических детекторов, пьезоэлектрических кристаллов и магнитострикционных регуляторов частоты и магнитострикционных устройств для производства звука; а также за педагогическую деятельность - как преподавателя, так и автора важных текстов в области электрических волн. Оригинальный текст (англ.)«For his major contributions in the theory and operation of crystal detectors, piezoelectriccrystals and magnetostriction frequency controls and magnetostriction devices for the production of sound; and for his instructional leadership as a teacher and as a writer of important texts in the electric wave field.»                                                                          |
| 1930 | Педер Олуф Педерсен       | — |
| 1931 | Густав-Август Феррие      | За его новаторскую работу по развитию радиосвязи во Франции и в мире, его многолетнее непрерывное лидерство в области связи и его выдающийся вклад в организацию международного сотрудничества в области радио. Оригинальный текст (англ.)«For his pioneer work in the up building of radio communication in France and in the world, his long continued leadership in the communication field, and his outstanding contributions to the organization of international cooperation in radio.» |
| 1932 | Артур Кенелли             | За исследования явлений распространения радиоволн и вклад в теорию и методы измерений в области цепей переменного тока, которые в настоящее время широко применяются в радиотехнике. Оригинальный текст (англ.)«For his studies of radio propagation phenomena and his contributions to the theory and measurement methods in the alternating current circuit field which now have extensive radio application.» |
| 1933 | Джон Амброз Флеминг       | За выдающуюся роль, которую он сыграл во внедрении физических и инженерных принципов в радиоискусство. Оригинальный текст (англ.)«For the conspicuous part he played in introducing physical and engineering principles into the radio art.» |
| 1934 | Стэнфорд Хупер            | За упорядоченное планирование и систематическую организацию радиосвязи в правительственной службе, с которой он связан, а также за сопутствующие и вытекающие из этого достижения в развитии радиооборудования и процедур. Оригинальный текст (англ.)«For the orderly planning and systematic organization of radio communication in the Government Service with which he is associated, and the concomitant and resulting advances in the development of radio equipment and procedure.» |
| 1935 | Балтазар Ван дер Пол      | За фундаментальные исследования и вклад в области теории цепей и явлений распространения электромагнитных волн. Оригинальный текст (англ.)«For his fundamental studies and contributions in the field of circuit theory and electromagnetic wave propagation phenomena.» |
| 1936 | George Ashley Campbell    | За вклад в теорию электрических сетей. Оригинальный текст (англ.)«For his contributions to the theory of electrical network.» |
| 1937 | Melville Eastham          | За новаторскую работу в области радиоизмерений, конструктивное влияние на практику лабораторий, работающих в области техники связи и неизменную поддержку целей и идеалов Института.Оригинальный текст (англ.)«For his pioneer work in the field of radio measurements, his constructive influence on laboratory practice in communication engineering, and his unfailing support of the aims and ideals of the Institute.» |
| 1938 | John H. Dellinger         | За вклад в развитие радиоизмерений и стандартов, исследования и открытия связей между распространением радиоволн и другими природными явлениями, а также за руководство международными конференциями, способствующими всемирному сотрудничеству в области телекоммуникаций.Оригинальный текст (англ.)«For his contributions to the development of radio measurements and standards, his researches and discoveries of the relation between radio wave propagation and other natural phenomena, and his leadership in international conferences contributing to the world wide cooperation in telecommunications.» |
| 1939 | Albert G. Lee             | Оригинальный текст (англ.)«For his accomplishments in promoting international radio services and in fostering advances in the art and science of radio communication.» |
| 1940 | Lloyd Espenschied         | Оригинальный текст (англ.)«For his accomplishments as an engineer, as an inventor, as a pioneer in the development of radio telephony, and for his effective contributions to the progress of international radio coordination.» |
| 1941 | Alfred N. Goldsmith       | Оригинальный текст (англ.)«For his contributions to radio research, engineering, and commercial development, his leadership in standardization, and his unceasing devotion to the establishment and upbuilding of the Institute and its PROCEEDINGS.» |
| 1942 | Albert H. Taylor          | Оригинальный текст (англ.)«For his contributions to radio communication as an engineer and organizer, including pioneering work in the practical application of piezoelectric control to radio transmitters, early recognition and investigation of skip distances and other highfrequency wave-propagation problems, and many years of service to the government of the United States as an engineering executive of outstanding ability in directing the Radio Division of the Naval Research Laboratory.» |
| 1943 | William Wilson            | Оригинальный текст (англ.)«For his achievements in the development of modern electronics, including its application to radio-telephony, and for his contributions to the welfare and work of the Institute.» |
| 1944 | Haraden Pratt             | Оригинальный текст (англ.)«In recognition of his engineering contributions to the development of radio, of his work in the extension of communication facilities to distant lands, and of his constructive leadership in Institute affairs.» |
| 1945 | Harold H. Beverage        | Оригинальный текст (англ.)«In recognition of his achievements in radio research and invention, of his practical applications of engineering developments that greatly extended and increased the efficiency of domestic and world-wide radio communications and of his devotion to the affairs of the Institute of Radio Engineers.» |
| 1946 | Ральф Хартли              | Оригинальный текст (англ.)«For his early work on oscillating circuits employing triode tubes and likewise for his early recognition and clear exposition of the fundamental relationship between the total amount of information which may be transmitted over a transmission system of limited band-width and the time required.» |
| 1948 | Lawrence C. F. Horle      | Оригинальный текст (англ.)«For his contributions to the radio industry in standardization work, both in peace and war, particularly in the field of electron tubes, and for his guidance of a multiplicity of technical committees into effective action.» |
| 1949 | Ralph Bown                | Оригинальный текст (англ.)«For his extensive contributions to the field of radio and for his leadership in Institute affairs.» |
| 1950 | Фредерик Терман           | Оригинальный текст (англ.)«For his many contributions to the radio and electronic industry as teacher, author, scientist and administrator.» |
| 1951 | Владимир Козьмич Зворыкин | «За выдающийся вклад в концепцию и развитие электронных устройств, лежащих в основе современного телевидения, и его научные достижения, которые привели к фундаментальным достижениям в области применения электроники в коммуникациях, промышленности и национальной безопасности».Оригинальный текст (англ.)«For his outstanding contributions to the concept and development of electronic apparatus basic to modern television, and his scientific achievements that led to fundamental advances in the application of electronics to communications, to industry and to national security.» |
| 1952 | Walter R. G. Baker        | Оригинальный текст (англ.)«In recognition of his outstanding direction of scientific and engineering projects; for his statesmanship in reconciling conflicting viewpoints and obtaining cooperative effort; and for his service to the Institute.» |
| 1953 | John Milton Miller        | Оригинальный текст (англ.)«In recognition of his pioneering contributions to the fundamentals of electron tube theory and measurements, to crystal controlled oscillators and to receiver development.» |
| 1954 | Уильям Л. Эверитт         | Оригинальный текст (англ.)«For his distinguished career as author, educator and scientist; for his contributions in establishing electronics and communications as a major branch of electrical engineering; for his unselfish service to his country; for his leadership in the affairs of The Institute of Radio Engineers.» |
| 1955 | Harald T. Friis           | Оригинальный текст (англ.)«For his outstanding technical contributions in the expansion of the useful spectrum of radio frequencies, and for the inspiration and leadership he has given to young engineers.» |
| 1956 | John V. L. Hogan          | Оригинальный текст (англ.)«For his contributions to the electronic field as a founder and builder of The Institute of Radio Engineers, for the long sequence of his inventions, and for his continuing activity in the development of devices and systems useful in the communications art.» |
| 1957 | Джулиус Страттон          | Оригинальный текст (англ.)«For his inspiring leadership and outstanding contributions to the development of radio engineering, as teacher, physicist, engineer, author and administrator.» |
| 1958 | Альберт Халл              | Оригинальный текст (англ.)«For outstanding scientific achievement and pioneering inventions and development in the field of electron tubes.» |
| 1959 | Эмори Леон Чаффи          | Оригинальный текст (англ.)«For his outstanding research contributions and his dedication to training for leadership in radio engineering.» |
| 1960 | Гарри Найквист            | Оригинальный текст (англ.)«For fundamental contributions to a quantitative understanding of thermal noise, data transmission and negative feedback.» |
| 1961 | Ernst A. Guillemin        | Оригинальный текст (англ.)«For outstanding scientific and engineering achievements.» |
| 1962 | Эдуард Эплтон             | Оригинальный текст (англ.)«For his distinguished pioneer work in investigating the ionosphere by means of radio waves.» |
| 1963 | George C. Southworth      | Оригинальный текст (англ.)«For pioneering contributions to microwave radio physics, to radio astronomy, and to waveguide transmission.» |
| 1963 | John Hays Hammond Jr.     | Оригинальный текст (англ.)«For pioneering contributions to circuit theory and practice, to the radio control of missiles and to basic communication methods.» |
| 1964 | Harold A. Wheeler         | Оригинальный текст (англ.)«For his analyses of the fundamental limitations on the resolution in television systems and on wideband amplifiers, and for his basic contributions to the theory and development of antennas, microwave elements, circuits, and receivers.» |
| 1966 | Клод Шеннон               | Оригинальный текст (англ.)«For his development of a mathematical theory of communication which unified and significantly advanced the state of the art.» |
| 1967 | Чарлз Таунс               | Оригинальный текст (англ.)«For his significant contributions in the field of quantum electronics which have led to the maser and the laser.» |
| 1968 | Гордон Тил                | Оригинальный текст (англ.)«For his contributions to single crystal germanium and silicon technology and the single crystal grown junction transistor.» |
| 1969 | Эдвард Гинзтон            | Оригинальный текст (англ.)«For his outstanding contributions in advancing the technology of high power klystrons and their application, especially to linear particle accelerators.» |
| 1970 | Денеш Габор               | Оригинальный текст (англ.)«For his ingenious and exciting discovery and verification of the principles of holography.» |
| 1971 | Джон Бардин               | Оригинальный текст (англ.)«For his profound contributions to the understanding of the conductivity of solids, to the invention of the transistor, and to the microscopic theory of superconductivity.» |
| 1972 | Джей Форрестер            | Оригинальный текст (англ.)«For exceptional advances in the digital computer through his invention and application of the magnetic-core random-access memory, employing coincident current addressing.» |
| 1973 | Рудольф Компфнер          | Оригинальный текст (англ.)«For a major contribution to world-wide communication through the conception of the traveling wave tube embodying a new principle of amplification.» |
| 1974 | Рудольф Кальман           | Оригинальный текст (англ.)«For pioneering modern methods in system theory, including concepts of controllability, observability, filtering, and algebraic structures.» |
| 1975 | Джон Пирс                 | Оригинальный текст (англ.)«For his pioneering concrete proposals and the realization of satellite communication experiments, and for contributions in theory and design of traveling wave tubes and in electron beam optics essential to this success.» |
| 1977 | H. Earle Vaughan          | Оригинальный текст (англ.)«For his vision, technical contributions and leadership in the development of the first highcapacity pulse-code-modulation time-division telephone switching system.» |
| 1978 | Роберт Нойс               | Оригинальный текст (англ.)«For his contributions to the silicon integrated circuit, a cornerstone of modern electronics.» |
| 1979 | Ричард Беллман            | Оригинальный текст (англ.)«For contributions to decision processes and control system theory, particularly the creation and application of dynamic programming.» |
| 1980 | Уильям Шокли              | Оригинальный текст (англ.)«For the invention of the junction transistor, the analog and the junction field-effect transistor, and the theory underlying their operation.» |
| 1981 | Сидней Дарлингтон         | Оригинальный текст (англ.)«For fundamental contributions to filtering and signal processing leading to chirp radar.» |
| 1982 | Джон Тьюки                | «За его вклад в исследование спектрального анализа случайных процессов и алгоритм быстрого преобразования Фурье» |
| 1983 | Николас Бломберген        | Оригинальный текст (англ.)«For pioneering contributions to Quantum Electronics including the invention of the three-level maser.» |
| 1984 | Норман Рамзей             | Оригинальный текст (англ.)«For fundamental contributions to very high accuracy time and frequency standards exemplified by the cesium atomic clock and hydrogen maser oscillator.» |
| 1985 | John Roy Whinnery         | Оригинальный текст (англ.)«For seminal contributions to the understanding and application of electromagnetic fields and waves to microwave, laser, and optical devices.» |
| 1986 | Джек Килби                | Оригинальный текст (англ.)«For fundamental contributions to semiconductor integrated circuit technology.» |
| 1987 | Пол Лотербур              | Оригинальный текст (англ.)«For the discovery of nuclear magnetic resonance imaging.» |
| 1988 | Келвин Куэйт              | Оригинальный текст (англ.)«For the invention and development of the scanning acoustic microscope.» |
| 1989 | Кумар Пател               | Оригинальный текст (англ.)«For fundamental contributions to quantum electronics, including the carbon dioxide laser and the spin-flip Raman laser.» |
| 1990 | Роберт Галлагер           | Оригинальный текст (англ.)«For fundamental contributions to communications coding techniques.» |
| 1991 | Лео Эсаки                 | Оригинальный текст (англ.)«For contributions to and leadership in tunneling, semiconductor superlattices, and quantum wells.» |
| 1992 | Amos E. Joel Jr.          | Оригинальный текст (англ.)«For fundamental contributions to and leadership in telecommunications switching systems.» |
| 1993 | Karl Johan Åström         | Оригинальный текст (англ.)«For fundamental contributions to theory and applications of adaptive control technology.» |
| 1994 | Альфред Чо                | Оригинальный текст (англ.)«For seminal contributions to the development of molecular beam epitaxy.» |
| 1995 | Лотфи Аскер Заде          | Оригинальный текст (англ.)«For pioneering development of fuzzy logic and its many diverse applications.» |
| 1996 | Роберт Меткалф            | Оригинальный текст (англ.)«For exemplary and sustained leadership in the development, standardization, and commercialization of Ethernet.» |
| 1997 | Джордж Хейлмейер          | Оригинальный текст (англ.)«For discovery and initial development of electrooptic effects in liquid crystals.» |
| 1998 | Donald Pederson           | Оригинальный текст (англ.)«For creation of the SPICE Program, universally used for the computer aided design of circuits.» |
| 1999 | Charles Concordia         | Оригинальный текст (англ.)«For outstanding contributions in the area of Power System Dynamics which resulted in substantial improvements in planning, operation and security of extended power systems» |
| 2000 | Эндрю Гроув               | Оригинальный текст (англ.)«For pioneering research in characterizing and modeling metal oxide semiconductor devices and technology, and leadership in the development of the modern semiconductor industry.» |
| 2001 | Хервиг Когельник          | Оригинальный текст (англ.)«For fundamental contributions to the science and technology of lasers and optoelectronics, and for leadership in research and development of photonics and lightwave communication systems.» |
| 2002 | Герберт Крёмер            | Оригинальный текст (англ.)«For contributions to high-frequency transistors and hot-electron devices, especially heterostructure devices from heterostructure bipolar transistors to lasers, and their molecular beam epitaxy technology.» |
| 2003 | Ник Холоньяк              | «За новаторский вклад в области полупроводников, включая рост полупроводниковых сплавов и гетеропереходов, а также в светодиоды видимого диапазона и инжекционные лазеры».Оригинальный текст (англ.)«For a career of pioneering contributions to semiconductors, including the growth of semiconductor alloys and heterojunctions, and to visible light-emitting diodes and injection lasers.» |
| 2004 | Тадахиро Секимото         | Оригинальный текст (англ.)«For contributions to digital satellite communications, promotion of information technology R&D, and technical and corporate leadership in computers and communications.» |
| 2005 | Джеймс Флэнаган           | «За устойчивое лидерство и выдающийся вклад в развитие речевых технологий».Оригинальный текст (англ.)«For sustained leadership and outstanding contributions in speech technology.» |
| 2006 | Джеймс Мейндл             | «За новаторский вклад в микроэлектронику, включая маломощные, биомедицинские, физические ограничения и встроенные межкомпонентные сети». Оригинальный текст (англ.)«For pioneering contributions to microelectronics, including low power, biomedical, physical limits and on-chip interconnect networks.» |
| 2007 | Томас Кайлат              | «За исключительную разработку мощных алгоритмов в области связи, вычислений, управления и обработки сигналов».Оригинальный текст (англ.)«For exceptional development of powerful algorithms in the fields of communications, computing, control and signal processing.» |
| 2008 | Гордон Мур                | «За новаторскую техническую роль в обработке интегральных схем и лидерство в разработке МОП-памяти, микропроцессорных компьютеров и полупроводниковой промышленности».Оригинальный текст (англ.)«For pioneering technical roles in integrated-circuit processing, and leadership in the development of MOS memory, the microprocessor computer and the semiconductor industry.» |
| 2009 | Роберт Деннард            | «За изобретение однотранзисторной динамической памяти с произвольным доступом и за разработку принципов масштабирования интегральных схем».Оригинальный текст (англ.)«For invention of the single transistor Dynamic Random Access Memory and for developing scaling principles for integrated circuits.» |
| 2010 | Эндрю Витерби             | «За плодотворный вклад в коммуникационные технологии и теорию».Оригинальный текст (англ.)«For seminal contributions to communications technology and theory.» |
| 2011 | Моррис Чанг               | «За выдающееся лидерство в полупроводниковой промышленности».Оригинальный текст (англ.)«For outstanding leadership in the semiconductor industry.» |
| 2012 | Джон Хеннеси              | «За новаторство в архитектуре процессоров RISC и за лидерство в области компьютерной инженерии и высшего образования».Оригинальный текст (англ.)«For pioneering the RISC processor architecture and for leadership in computer engineering and higher education.» |
| 2013 | Ирвин Джейкобс            | «За лидерство и фундаментальный вклад в развитие цифровых коммуникаций и беспроводных технологий».Оригинальный текст (англ.)«For leadership and fundamental contributions to digital communications and wireless technology.» |
| 2014 | Балига, Джайянт           | «За изобретение, внедрение и коммерциализацию силовых полупроводниковых устройств с широкой пользой для общества».Оригинальный текст (англ.)«For the invention, implementation, and commercialization of power semiconductor devices with widespread benefits to society.» |
| 2015 | Дресселгауз, Милдред      | «За лидерство и вклад во многие области науки и техники».Оригинальный текст (англ.)«For leadership and contributions across many fields of science and engineering.» |
| 2016 | Дэйв Форни                | «За новаторский вклад в теорию кодов с исправлением ошибок и развитие надежной высокоскоростной передачи данных».Оригинальный текст (англ.)«For pioneering contributions to the theory of error-correcting codes and the development of reliable high-speed data communications.» |
| 2017 | Кеес Схаухамер Имминк     | «За новаторский вклад в технологии записи видео, аудио и данных, включая компакт-диски, DVD и Blu-ray».Оригинальный текст (англ.)«For pioneering contributions to video, audio, and data recording technology, including compact disc, DVD, and Blu-ray.» |
| 2018 | Bradford W. Parkinson     | «За фундаментальный вклад и лидерство в разработке дизайна и внедрении первых приложений системы глобального позиционирования».Оригинальный текст (англ.)«For fundamental contributions to and leadership in developing the design and driving the early applications of the Global Positioning System.» |
| 2019 | Kurt E. Petersenсхемы     | «За вклад и лидерство в разработке и коммерциализации инновационных технологий в области МЭМС».Оригинальный текст (англ.)«For contributions to and leadership in the development and commercialization of innovative technologies in the field of MEMS.» |
| 2020 | Chenming Hu               | «За выдающуюся карьеру в разработке и применении на практике моделей полупроводников, особенно трёхмерных структур устройств, которые помогали соблюдать закон Мура на протяжении многих десятилетий».Оригинальный текст (англ.)«For a distinguished career of developing and putting into practice semiconductor models, particularly 3-D device structures, that have helped keep Moore's Law going over many decades.» |
| 2021 | Яаков Зив                 | «За фундаментальный вклад в теорию информации и технологию сжатия данных, а также за выдающееся научное руководство».Оригинальный текст (англ.)«For fundamental contributions to information theory and data compression technology, and for distinguished research leadership.» |
| 2022 | Asad M. Madni             | »За новаторский вклад в разработку и коммерциализацию инновационных сенсорных и системных технологий, а также за выдающееся лидерство в исследованиях.»Оригинальный текст (англ.)«For pioneering contributions to the development and commercialization of innovative sensing and systems technologies, and for distinguished research leadership.» |
| 2023 | Винтон Серф               | »За участие в создании архитектуры Интернета и обеспечение устойчивого лидерства в его феноменальном росте и превращении в критически важную инфраструктуру общества.»Оригинальный текст (англ.)«For co-creating the Internet architecture and providing sustained leadership in its phenomenal growth in becoming society's critical infrastructure.» |
| 2024 | Роберт Кан                | »За новаторский технический и лидерский вклад в технологии пакетной связи и основы Интернета.»Оригинальный текст (англ.)«For pioneering technical and leadership contributions in packet communication technologies and foundations of the Internet.» |

## Члены комитета награждения Медалью почёта
- Bruce Wooley, Chair
- Lew Terman, Awards Board Chair
- Mikio Aoyama
- Robert Dennard
- Robert Gallager
- John McDonald
- James D. Meindl
- H. Vincent Poor
- Рональд Шейфер (Ronald Schafer)